# Federazione calcistica di Cuba
La Federazione calcistica di Cuba, ufficialmente Asociación de Fútbol de Cuba, fondata nel 1924, è il massimo organo amministrativo del calcio a Cuba. Affiliata alla FIFA dal 1932 e alla CONCACAF dal 1961, essa è responsabile della gestione del campionato di calcio e della nazionale di calcio dell'isola.

## Palmarès
Coppa dei Caraibi: 1 
- (2012)
- Finalista: 3
- (1996, 1999, 2005)